# Aletar
Aletar ist ein am 7. April 1997 in Betrieb gegangenes Seekabelsystem für den Datenaustausch zwischen Ägypten und Syrien.
Eigentümer sind Egyptian Telecom (46,875 %), Syrian Telecom (46.875 %) und das Libanesische Ministerium für Telekommunikation (6,25 %).
Das Kabel ist 787 km lang und verfügt über eine Kapazität von 5 Gbit/s. Es hat zwei Paar Glasfaserkabel und 8 optische Verstärker.
Landungsstellen bestehen in:
1. Alexandria, Ägypten
2. Tartus, Syrien